# Giorgio Lunerti
Giorgio Lunerti (San Benedetto del Tronto, 22 settembre 1960) è un ex calciatore italiano, di ruolo attaccante.

## Carriera

### Giocatore

#### Inizi
Ha iniziato a giocare a calcio all'età di sette anni presso l'oratorio della Chiesa di San Benedetto Martire. Poi ha giocato nella società Fiamma dove, venendo notato dall'allenatore Quinto Troli, che lo volle con sé alla Sambenedettese.

#### L'arrivo in prestito al Francavilla e al Monopoli
Disputati due campionati primavera con la squadra della sua città, nel 1979 Lunerti fu mandato in prestito in Serie C2 prima al Francavilla, dove fa una presenza, e poi al Monopoli la stagione successiva, facendo 28 presenze (29 se si considera lo spareggio promozione) e 11 reti.

#### Turris e il ritorno alla Sambenedettese
Nel 1981 approda al Turris (sempre in Serie C2) in compartecipazione con la Sambenedettese. Va a segno 14 volte in 31 incontri disputati.
Tornato a giocare nella Sambenedettese, fa il suo debutto nella serie cadetta e realizza il suo primo gol nella seconda serie nazionale contro il Foggia il 12 giugno 1983, partita che finì per 3-0 a favore della squadra di Lunerti.

#### Benevento, Messina e Reggina
Nel 1983 fu ceduto al Benevento. Con la squadra campana disputa tre stagioni collezionando, in totale, 82 presenze e 20 reti. In questi anni subisce anche il suo primo infortunio: si tratta di una frattura lombare procurata da un suo ex compagno della Sambenedettese, Gigi Sanzone, in un contrasto di gioco.
Nel 1986 passa al Messina in Serie B, collezionando una presenza.

Giorgio Lunerti (il secondo in basso verso sinistra) con la maglia della

L'anno successivo si trasferisce nell'altra sponda dello Stretto. Con la Reggina arriva il suo record personale di presenze in una stagione (32) e con le sue 12 realizzazioni contribuisce alla promozione in Serie B della squadra calabrese.
Collezionando altre 6 presenze in maglia amaranto la stagione successiva, nel novembre del 1988 si trasferisce al Foggia in Serie C1 disputando 18 gare e segnando 5 volte.

#### Puteolana, Palermo e Juve Stabia
Nel 1989 va a giocare con la Puteolana, che all'epoca si chiamava Campania-Puteolana, in Serie C1. Con 27 presenze e 13 gol (considerando anche lo spareggio salvezza). Fu lui a siglare una tripletta che consentì alla squadra di Pozzuoli di battere per 3-2 il Brindisi e quindi di salvare la compagine campana.
Nel 1990 passa al Palermo, dove milita per due stagioni (una in Serie C1 1990-1991 e una in Serie B 1991-1992) ottenendo in totale 46 presenze e 13 gol.
Dopo la parentesi siciliana, l'attaccante ritorna in Campania, più precisamente alla Juve Stabia. Anche questa volta ottiene una promozione con la sua squadra segnando 11 delle 52 reti totali degli stabiesi in campionato.
Nella stagione 1993-1994 segna altri 11 gol contribuendo alla riuscita partecipazione ai play-off, poi persi in finale contro la Salernitana per 3-0. Sono 60 le gare totali disputate in questa avventura a Castellammare.

#### Le ultime stagioni e il ritiro
A 34 anni si trasferisce al Savoia, disputando 32 gare e segnando in 6 occasioni; i biancoscudati ottengono la promozione in Serie C1.
Svolge la sua ultima stagione da professionista nel 1995 con la Fermana, realizzando 3 gol in 15 presenze.
Ritorna, dopo 13 anni, a giocare nella Sambenedettese. Qui raggiunge il record di presenze (come nel 1987-1988) e quello di reti (16, che diventa il suo massimo numero di marcature in una singola stagione), con una media di un gol ogni due partite giocate.
Nel 1997 va al Forlì, ma la sua avventura in Romagna non dura molto, visto che a novembre dello stesso anno si trasferisce al Campobasso; riuscì a collezionare 8 presenze e siglare anche una rete. Con i lupi del Molise giocò 5 incontri e segnò una volta sola.
Gli ultimi anni della sua carriera calcistica li giocò con il Grottammare, facendo 50 gare e 15 marcature.
Si ritirò dal calcio nel 2001, all'età di 40 anni, giocando in totale 491 partite e realizzando 153 gol.

## Palmarès

### Giocatore

#### Club

##### Competizioni nazionali
- Serie C2: 1

Juve Stabia: 1992-1993